# Tatort: Kuscheltiere
Kuscheltiere ist ein Fernsehfilm aus der Fernseh-Kriminalreihe Tatort der ARD und des ORF. Der Film wurde vom WDR produziert und am 12. Dezember 1982 erstmals gesendet. Es ist die 143. Folge aus der Tatort-Reihe und der fünfte Fall für die Kriminalhauptkommissare Horst Schimanski (Götz George) und Christian Thanner (Eberhard Feik). Anlässlich des 40. Sendejubiläums des Duisburger Tatorts strahlte der WDR am 29. September 2020 eine in HD abgetastete und digital restaurierte Folge aus.

## Handlung
Die Leiche eines asiatischen Kindes befindet sich in einem Korb, der zusätzlich in eine Plastiktüte gesteckt wurde und samt Beigaben (weiße Nelken und ein Kuscheltier-Affe) aus einem Kanal vor Duisburg gefischt wird. Bei der Obduktion stellt sich heraus, dass das kleine Mädchen an Typhus gestorben ist. Nun ist Eile für die ermittelnden Kriminalhauptkommissare Schimanski und Thanner geboten, die die Herkunft des Kindes ermitteln müssen, da die Krankheit meldepflichtig ist und zu einer Seuche führen könnte. Als die Boulevardpresse sich einschaltet, sind die Kommissare Anfeindungen ausgesetzt, die sogar dazu führen, dass Thanner in einem Lokal verletzt wird. Als aus einer Siedlung der Anruf eines besorgten Nachbarn eingeht, führt das die Beamten auf die Spur eines weiteren Kindes, das von einem Ehepaar adoptiert wurde. Da das Paar besorgt ist, das Kind verlieren zu können, flüchtet es, kann aber von Schimanski und Thanner aufgehalten werden. Im Auto des Paares finden die Kommissare einen Kuscheltier-Affen wie bei dem verstorbenen Kind; einen solchen Affen hatten sie in keinem Spielzeuggeschäft finden können. Das Paar gibt den Kommissaren die Adresse einer Agentur in Amsterdam, die Kinder aus asiatischen Ländern ohne viel Bürokratie vermittelt.
Schimanski und Thanner reisen mit ihrem Kollegen Hänschen nach Amsterdam. Der dortigen Polizei jedoch sind die Hände gebunden, als sie von den deutschen Kollegen um Unterstützung gebeten wird, die Kartei der Agentur zu sichern, da derartige Vermittlungsgeschäfte in den Niederlanden legal sind. Aus der Not geboren, fasst Schimanski den Plan, sich mit einer Holländerin als Ehepaar auszugeben, das ein Kind adoptieren möchte. Als dieses Vorhaben scheitert, und der dienstliche Vorstoß Thanners, bei der Agentur Einsicht in deren Kartei zu bekommen, ebenfalls negativ ist, bricht Schimanski in das Institut ein und wird von dessen Chef erwischt. Dieser will eine Notwehrsituation erkannt haben und den Kommissar von einem seiner Männer erschießen lassen. Doch es kommt zu einem Handgemenge zwischen beiden, wobei der Agentur-Chef entkommen kann. Thanner kommt Schimanski zu Hilfe und auch zwei Polizisten entdecken das Trio. Der Handlanger wurde beim Kampf mit seiner eigenen Waffe angeschossen. Draußen hat derweil Hänschen den Agentur-Chef per Zufall festnehmen können.
Es sieht nicht gut aus für die drei Beamten. Ein Zufall kommt ihnen zu Hilfe und das Blatt wendet sich. Im Koffer des festgenommenen Chefs der Agentur befinden sich die gleichen Affen, die man auch bei den Kindern fand. Es stellt sich heraus, dass die Tiere Drogenpäckchen enthalten. Die niederländischen Beamten sind erleichtert und feiern die deutschen Kollegen als Helden, bevor sie sie nach Duisburg entlassen.
Dort hat Kriminaloberrat Königsberg überhaupt keinen Sinn für Schimanskis Vorgehensweise und suspendiert ihn. Da Schimanski und Thanner eine Karteikarte haben mitgehen lassen, können sie die mutmaßlichen Adoptiveltern des im Rhein versenkten Mädchens ausmachen. Unter der Adresse treffen sie jedoch nur die Großmutter an, die ein lebendes Adoptivkind bei sich hat. Schimanski und Thanner sind verwirrt.
Dem öffentlichen Druck, initiiert durch die Presse, nachgebend, muss Königsberg Schimanskis Suspendierung zurückziehen. Ein Hundepärchen bringt Schimanski auf die richtige Spur, es muss zwei Kinder gegeben haben. Der Zufall will es, dass der Adoptiv-Vater Herr Busch mit dem zweiten Kind auf dem Revier erscheint, allerdings um es loszuwerden. Entnervt schildert Busch seine Odyssee mit den Kindern und dass seine Frau aufgrund der Anfeindungen wahnsinnig geworden sei. Schimanski bleibt nichts anderes übrig, als das Kind erst einmal zu übernehmen, er nimmt es mit nach Hause und trifft dort auf Thanner, der von seiner Freundin Sylvia wegen eines Sportlehrers vor die Tür gesetzt worden ist.

## Hintergrund
Das Adoptivkind aus dieser Folge bekam in den Schimanski-Fällen zwischen 1982 und 1985 jeweils eine Gastszene, in der sich der Kommissar liebevoll um das Mädchen kümmert. In einer Folge holt er es von einer Pflegemutter ab und in einer anderen zum Beispiel speist er zusammen mit dem Kind in einem fahrenden Restaurant.

## Trivia
Thanner erwähnt in einer Szene, man lebe „nicht im Jahr 1933, sondern im Jahr 1983“. Da die Folge schließlich bereits im Dezember 1982 ausgestrahlt wurde, schnitt man ihm im Off die anschließende Korrektur „1982“ in den O-Ton.